# Olaus Petri Carelius
Olaus Petri Carelius, född 1702 i Ösmo socken, död 1758 i Huddinge socken, var en svensk präst och diktare.

## Biografi
Carelius var son till kyrkoherden i Ösmo Petrus Carelius. Hans mor hette Hästesko. Carelius prästvigdes i Uppsala 1725 och var kyrkoherde i Huddinge socken från 1739. 
Han är för eftervärlden främst känd som författaren till den i en mängd upplagor utgivna Hönsgummans visa, en hyllningsdikt till det svenska kungaparet vid kröningen 1751. Den trycktes första gång samma år. I visan berättar en 99-årig hönsvakterska på en herrgård om de fem herrskap som funnits där under hennes tid. Det är en allegori, liknande den i Olof von Dalins "Sagan om hästen", och handlar egentligen om Sveriges regenter från Kristina till Fredrik I. 